# The Weight
„The Weight“ je píseň kanadské skupiny The Band. Pochází z jejího prvního alba nazvaného Music from Big Pink, které vyšlo v roce 1968. Jejím autorem je kytarista Robbie Robertson. Časopis Rolling Stone píseň zařadil na 41. příčku žebříčku 500 nejlepších písní všech dob. Píseň má celou řadu cover verzí, nahrály ji například skupiny Little Feat, Panic at the Disco a Grateful Dead, byla použita i v několika filmech, zazněla například ve filmu Bezstarostná jízda. Český hudebník Petr Kalandra nahrál se skupinou Marsyas coververzi písně s českým textem Oskara Petra pod názvem „Břímě“.